# Augustinern 6 (Quedlinburg)

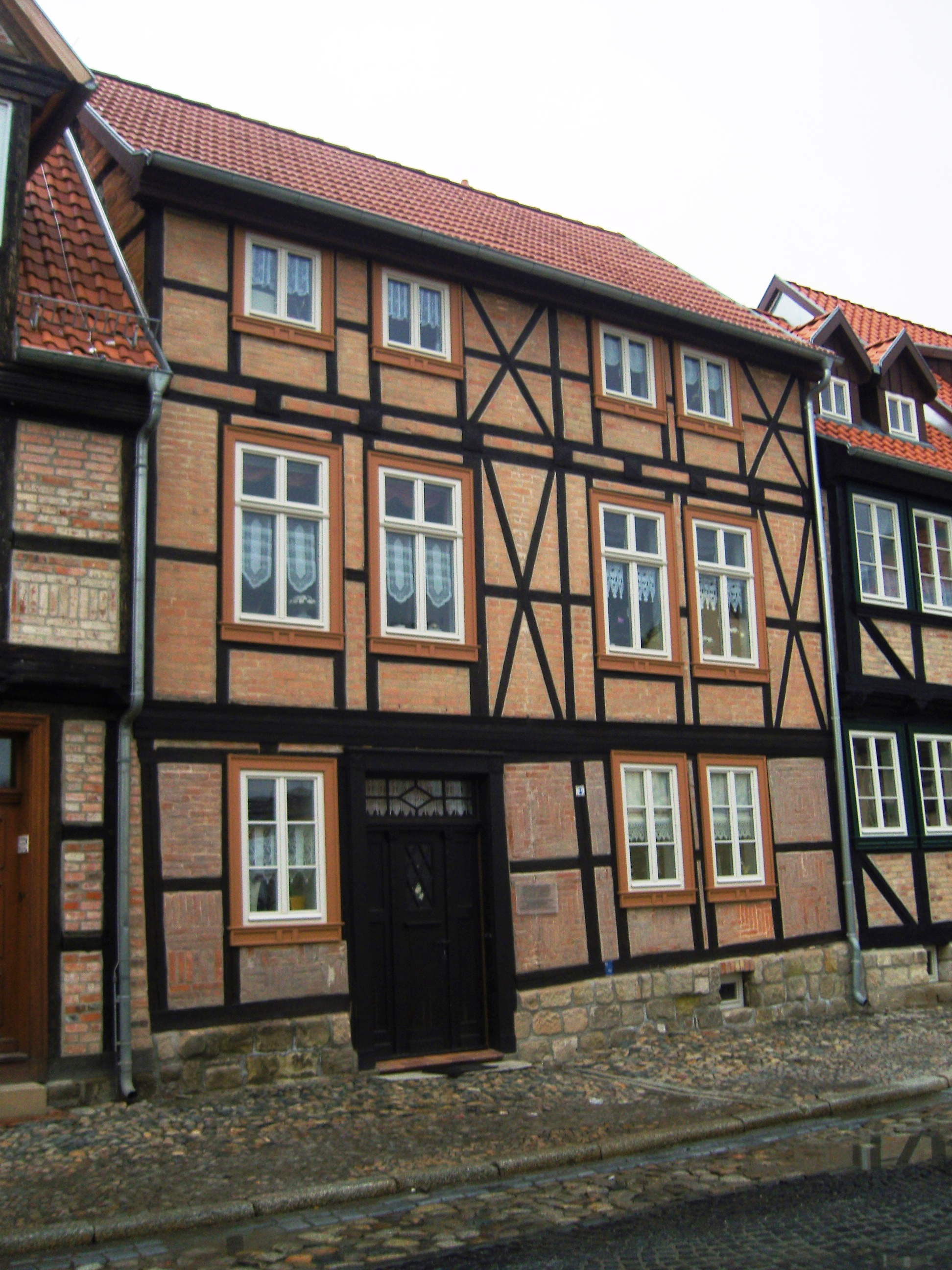
Haus Augustinern 6

Das Haus Augustinern 6 ist ein denkmalgeschütztes Gebäude in der Stadt Quedlinburg in Sachsen-Anhalt.

## Lage
Es befindet sich im nördlichen Teil der historischen Quedlinburger Neustadt und gehört zum UNESCO-Weltkulturerbe. Im Quedlinburger Denkmalverzeichnis ist es als Wohnhaus eingetragen. Westlich grenzte Haus Augustinern 5, östlich das Haus Augustinern 7 an.

## Architektur und Geschichte

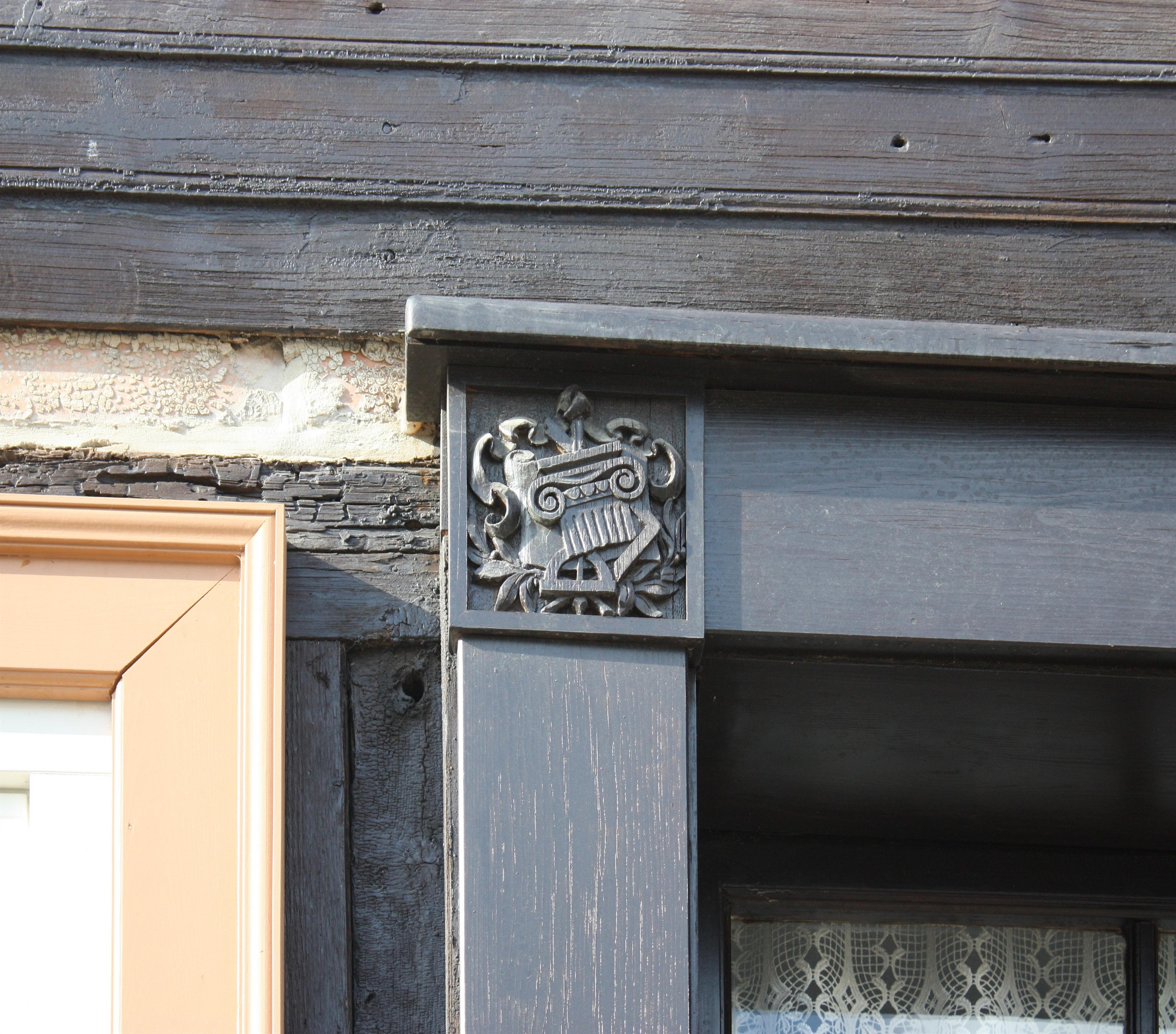
Zeichen

Das Fachwerkhaus entstand in mehreren Bauphasen ab der Mitte des 18. Jahrhunderts. Die Gefache des Erdgeschosses sind mit Zierausmauerungen versehen. Im zweiten Viertel des 19. Jahrhunderts erfolgte ein Umbau des Unter- und eine Erneuerung des Obergeschosses. Aus dieser Zeit stammen auch die Haustür und die an den Pfosten befindlichen Handwerkerzeichen. In der zweiten Hälfte des 19. Jahrhunderts wurde auf das Haus ein niedriges weiteres Stockwerk aufgesetzt.
1840 gründete Carl Gottfried Heinrich Simon im Haus eine Tischlerei. Der Handwerksbetrieb besteht bis heute fort. Am Haus erinnert ein Informationsschild an den Handwerksbetrieb.